# Complete
The Veronicas Complete es una compilación del  grupo australiano The Veronicas el cual fue lanzado en Japón el 18 de marzo del 2009, y en Latinoamérica fue lanzado el 11 de agosto del 2009.

## Información
El álbum recopilatorio es un álbum doble que contiene todas las canciones de su álbum debut The Secret Life of... y Hook Me Up, así como 3 bonus tracks.

## Lista de canciones
Este es el tracklist de los dos discos:

### Disco 1:The Secret Life of...
1. "4ever" (Lukasz "Dr. Luke" Gottwald, Max Martin) – 3:30
2. "Everything I'm Not" (Gottwald, Martin, Jess Origliasso, Lisa Origliasso, Rami) – 3:24
3. "When It All Falls Apart" (Josh Alexander, J. Origliasso, L. Origliasso, Billy Steinberg) – 3:15
4. "Revolution" (Chantal Kreviazuk, Raine Maida) – 3:07
5. "Secret" (Toby Gad, J. Origliasso, L. Origliasso) – 3:34
6. "Mouth Shut" (Toby Gad, J. Origliasso, L. Origliasso) – 3:39
7. "Leave Me Alone" (Alexander, J. Origliasso, L. Origliasso, Steinberg) – 3:31
8. "Speechless" (Toby Gad, J. Origliasso, L. Origliasso) – 3:58
9. "Heavily Broken" (Eric Nova, J. Origliasso, L. Origliasso) – 4:18
10. "I Could Get Used to This" (Alexander, J. Origliasso, L. Origliasso, Steinberg) – 3:16
11. "Nobody Wins" (Kara DioGuardi, Clif Magness, J. Origliasso, L. Origliasso) – 3:53
12. "Mother Mother" (Tracy Bonham) – 3:08
13. "Did Ya Think" (Clif Magness, Kara Dioguardi, J. Origliasso, L. Origliasso) - 2:45

### Disco 2:Hook Me Up
1. "Untouched" (Toby Gad, Jessica Origliasso, Lisa Origliasso) – 4:14
2. "Hook Me Up" (J. Origliasso, L. Origliasso, Shelly Peiken, Greg Wells) – 2:56
3. "This Is How It Feels" (T. Gad, J. Origliasso, L. Origliasso) – 4:11
4. "This Love" (T. Gad, Kesha Serbet) – 2:59
5. "I Can't Stay Away" (Josh Alexander, Billy Steinberg) – 3:26
6. "Take Me on the Floor" (T. Gad, J. Origliasso, L. Origliasso) – 3:30
7. "I Don't Wanna Wait" (John Feldman, J. Origliasso, L. Origliasso) – 2:59
8. "Popular" (Beni Barca, T. Gad, J. Origliasso, L. Origliasso) – 2:44
9. "Revenge Is Sweeter (Than You Ever Were)" (T. Gad, J. Origliasso, L. Origliasso) – 3:43
10. "Someone Wake Me Up" (Alexander, J. Origliasso, L. Origliasso, Steinberg) – 3:35
11. "All I Have" (T. Gad, J. Origliasso, L. Origliasso) – 3:14
12. "In Another Life" (T. Gad, J. Origliasso, L. Origliasso) – 3:47
13. "Goodbye to You" (Smith) - 3:14
14. "Insomnia" (T. Gad, J. Origliasso, L. Origliasso) - 3:38